# Moina Mathers

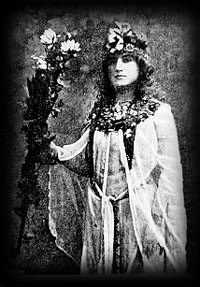
Moina Mathers con atuendo egipcio para la interpretación de los ritos de Isis en París, 1899

Moina Mathers, nacida Mina Bergson (28 de febrero de 1865 - 25 de julio de 1928), fue una artista y ocultista de comienzos del siglo XX. Era hermana del filósofo francés Henri Bergson, la primera persona de origen judío en recibir el Premio Nobel de Literatura, en 1927. Es, sin embargo, más conocida por su matrimonio con el ocultista inglés, Samuel Liddell MacGregor Mathers, uno de los fundadores de la Orden Hermética de la Aurora Dorada y, tras la muerte de éste en 1918, por ser la cabeza principal de la Orden Rosacruz de Alpha et Omega, sucesora de la anterior.

## Biografía
Moina, que entonces se llamaba Mina o Minna, nació en Ginebra, Suiza, dentro una influyente familia judía de talento. De orígenes polacos por parte de padre e ingleses e irlandeses por parte de madre, se trasladó junto a su familia a París, cuando tenía apenas dos años de edad. Su padre, Michel Bergson, que alcanzó un cierto renombre en el mundo de la música gracias a sus óperas Louisa de Montfort y Salvator Rosa, procedía de Varsovia y era miembro de la influyente familia Bereksohn. El abuelo de Moina Mathers, Jacob Levison (nacido c. 1799) era cirujano y dentista. Su abuela, Katherine Levison, nació en Londres, c. 1800. Su tía materna era Minna Preuss, nacida en Hull, Yorkshire, en 1835, y su madre, Kate, de soltera Levison, también nació en Yorkshire. Su hermano mayor, Henri Bergson (1859 - 1941), estudió en la facultad del Collège de France, aunque es más conocido por su obra filosófica La evolución creadora. También llegó a ser presidente de la British Society for Psychical Research (sociedad británica para la investigación psíquica).
Moina era un artista de gran talento e ingresó en la Slade School of Art, a los quince años. Esta escuela era conocida por animar a las jóvenes a formar parte del mundo de las artes a fines del siglo XIX. La escuela le concedió una beca y cuatro certificados que atestiguaban el mérito de Moina para el dibujo. Fue en la Slade, en 1882, que conocería a su amiga Annie Horniman, que llegó a convertirse en la principal mecenas de la familia Mathers, artistas y ocultistas, y apoyo de la Orden Hermética de la Aurora Dorada.
Moina conoció a su marido, Samuel Liddell MacGregor Mathers, en 1887, mientras estudiaba en el Museo Británico, al que Samuel acudía con frecuencia. Un año más tarde, su futuro esposo fundó la Orden Hermética de la Aurora Dorada, una de las organizaciones más influyentes en la tradición esotérica occidental. Moina fue la primera iniciada de esta orden en marzo de 1888. Su lema escogido para la Aurora Dorada fue Vestigia Nulla Restrorsum (no dejó rastro tras de mí). Un año después, en 1890, se casó con S. L. Mathers y Mina Bergson se convirtió en Moina Mathers. Dentro de la orden, su marido era conocido como el "evocador de los espíritus" y Moina como la "vidente", que a menudo ilustraba, como artista, lo que su marido "evocaba". En marzo de 1899, interpretaron los ritos de la diosa egipcia Isis, en el escenario del teatro Bodiniere de París.
En 1918, a la muerte de su marido, Moina se hizo cargo de Alpha Ωmega, organización que hasta la fecha integra dentro de sí, a la Aurora Dorada, bajo el título de Imperatrix.